# بطولة ويمبلدون 1950
قائمة ببطولات ويمبلدون لسنة 1950:

## فردي رجال
بدج باتي هزم  فرانك سيدجمان . النتيجة: 6-1 8-10 6-2 6-3

## فردي سيدات
لويس براوه كلاب هزمت  مارغريت أوسبام دوبونت. النتيجة: 6-1, 3-6, 6-1